# Echemella
Echemella is een geslacht van spinnen uit de familie bodemjachtspinnen (Gnaphosidae).

## Soorten
De volgende soorten zijn bij het geslacht ingedeeld:
- Echemella occulta (Benoit, 1965)
- Echemella pavesii (Simon, 1909)
- Echemella quinquedentata Strand, 1906
- Echemella sinuosa Murphy & Russell-Smith, 2007
- Echemella strandi (Caporiacco, 1940)
- Echemella tenuis Murphy & Russell-Smith, 2007